# Lijst van spelers van Kayserispor
Deze lijst omvat voetballers die bij de Turkse voetbalclub Kayserispor spelen of gespeeld hebben. De spelers zijn alfabetisch gerangschikt.

## A
- Aymen Abdennour
- Emmanuel Adebayor
- Julius Aghahowa
- Kamran Aghayev
- Alloy Agu
- Ali Ahamada
- Yakubu Aiyegbeni
- Mustafa Akbaş
- Erdal Akdarı
- Murat Akın
- Okan Alkan
- Aleksandr Amisoelasjvili
- William De Amorim
- Nordin Amrabat
- Diego Ângelo
- Yener Arıca
- Hakan Arıkan
- Cihat Arslan
- Ismet Atıcı*
- Juan Pablo Avendaño
- Bilal Aziz

## B
- Volkan Babacan
- Stéphane Badji
- Turgay Bahadır
- Sinan Bakış
- Orkun Bal
- Pini Balili
- Serkan Baloğlu
- Bilal Başacıkoğlu
- Bilal Bayazıt
- Durmuş Bayram
- Ömer Bayram
- Engin Bekdemir
- Geoffrey Mujangi Bia
- Oktay Biçim*
- Ali Bilgin
- Çağlar Birinci
- Diego Biseswar
- Bobô
- Sinan Bolat
- Fernando Boldrin
- Branko Bosnjak
- Celal Boyalı*
- Erich Brabec
- Ufuk Budak
- Umut Bulut

## C
- Ali Çamdalı
- Cem Can
- Franco Cángele
- Danco Celeski
- Bayram Çetin
- Fatih Ceylan
- Zoerab Chizanisjvili
- Nadir Çiftçi
- Şamil Çinaz
- Cleyton
- Koray Çölgeçen
- Gheorghe Constantin
- Kamil Ahmet Çörekçi

## D
- Berkay Dabanlı
- İbrahim Dağaşan
- Gökhan Değirmenci
- Abdulaziz Demircan
- Derley
- Levent Devrim
- Volkan Dikmen
- Brice Dja Djédjé
- Douglao
- Abdullah Durak
- Salih Dursun
- Murat Duruer

## E
- Éder
- Cem Ekinci
- Berkan Emir
- Gökhan Emreciksin
- Mustafa Erdoğan*
- Kubilay Erginbaş*
- Matías Escobar
- Gonzalo Espinoza
- Esin Etim

## F
- Malik Fathi
- Güray Fırat

## G
- Bilal Gülden
- Levent Gülen
- Ceyhun Gülselam
- Altan Güneş
- Erdal Güneş
- Eren Güngör
- Asamoah Gyan

## H
- Souleymanou Hamidou
- Pedro Henrique

## I
- Leonardo Iglesias
- Eray İşcan
- Dimitar Ivankov

## J
- Jajá
- Emerich Jenei
- Samuel Johnson

## K
- Hasan Ali Kaldırım
- Jean-Armel Kana-Biyik
- Anıl Karaer
- Şevki Karaferya*
- Hamed Kavianpour
- Nurettin Kayaoğlu
- Erkan Kaş
- Serdar Kesimal
- Mustafa Kocabey
- Umut Koçin
- Oleksandr Koetsjer
- Tevfik Köse
- Artem Kravets
- Emir Kujović
- Serdar Kulbilge
- Ömer Kulga
- Serkan Kurtuluş
- Zoran Kvržić

## L
- Raheem Lawal
- Diego Lopes
- Miguel Lopes
- Silviu Lung Jr.

## M
- Larrys Mabiala
- Ariza Makukula
- Dejan Meleg
- Ryan Mendes
- Bernard Mensah
- Rastislav Michalik
- Srđan Mijailović
- Helman Mkhalele
- André Moritz
- Pablo Mouche

## N
- Préjuce Nakoulma
- Muslu Nalbantoğlu
- Landry N'Guemo
- Mert Nobre
- Paul-Georges Ntep

## O
- Ünal Okta*
- Salomon Olembé
- Barış Özbek
- Furkan Özçal
- Özgürcan Özcan
- Erdal Öztürk

## P
- Ilhan Parlak
- Peter Pekarík
- Zoltán Pető
- Milan Purović

## R
- Ben Rienstra
- Cristian Riveros
- Aleksandar Rodic
- Rajko Rotman

## S
- Rashad Sadikhov
- Turgut Şahin
- Alioum Saidou
- Jonathan Santana
- Cristian Sapunaru
- Henrique Sereno
- Mohamed Shawky
- Marko Simić
- Ömer Şişmanoğlu
- Henrique Sereno
- Umut Sözen
- Samba Sow
- Grétar Steinsson
- Miladin Stevanović
- Nikola Stojiljković
- Cem Sultan

## T
- Emre Taşdemir
- Ertuğrul Taşkıran
- Ihsan Taşkın*
- Ergün Teber
- Selim Teber
- Adnane Tighadouini
- Salim Toama
- Delio Toledo
- Mehmet Topuz
- Aydın Toscalı
- Bayram Toysal
- Alain Traoré
- James Troisi
- Önder Turacı
- Ali Turan
- Atila Turan
- Deniz Türüç
- Alexandros Tziolis

## U
- Uğur Uçar
- Alper Uludağ
- Gökhan Ünal
- Orhan Ünal*
- Orkun Uşak

## V
- Ondrej Vanek
- Silvestre Varela
- Güray Vural

## W
- Welliton

## Y
- Zeki Yapıcı*
- Zeki Yavru
- Sefa Yılmaz
- Savaş Yılmaz
- Alexander Yordanov
- Okay Yokuşlu
- Merter Yüce

## Z
- Marcelo Zalayeta
- Karim Ziani

```
*= Speler van allereerste basiselftal
[
2
]
```